# マリカ 〜真実の世界〜
『マリカ 〜真実の世界〜』（マリカ しんじつのせかい）は、ビクターインタラクティブソフトウェアより1997年に発売されたセガサターン用ゲームソフト。

## 概要
日本征服をもくろむ秘密結社Faction of True（通称：Fact、F資本）と超能力を操る少女達との戦いを描く。発売年と同じ1997年の日本・東京都が舞台。[18歳以上推奨]ソフトいわゆるギャルゲーのようなパッケージで、一見そういうゲームと思われがちだが（サターンのX指定ゲームは大半がアダルト要素に基づいている）実際にはお色気要素はほとんど無く残虐・グロテスクな表現と重厚なストーリーによる18歳以上推奨である。ゲーム発売当初はほとんど話題にならなかったが、特撮ヒーロードラマをリアルに昇華した様なストーリー展開と、実力派声優による迫真の演技に引き込まれるプレイヤーも多く、発売後リピート出荷されたという逸話もありカルト的な人気を誇っている。また、ゲーム中に多数の死亡者が出ることや、敵組織の歪んだ倫理観、グロテスクで残酷な表現手法などから、重度のトラウマゲームとして取り上げられることが少なくない。個性的なストーリーと裏腹に、RPGとしては比較的オーソドックスで難易度も低め。キャッチコピーは「1997年、日本をテロの嵐が襲う!」。

## 登場人物

### 主人公一行
ファクトと関わってしまった事により過酷な使命を背負わされ、運命的な出会いを果たした3人の超能力者（サイキ）＋ただの少年。戦いを繰り返すうちに、ファクトにとって最も大きな脅威となる。
神崎まりか
声：宮村優子
本作の主人公。能力は念動力。16歳 7月7日生まれ かに座のO型。武器はリボン。東京都渋谷区代々木在住。
ファクトに立ち向かう「3人のサイキ」の一人。中流家庭に育つ、ごく普通の高校生である。
母親のおつかいで買ってきた牛肉を、犬（ファクト工作員のペット）に奪われ追いかけた廃工場でファクトに関わってしまう事になるが、それが切っ掛けとなりサイキとして目覚める。
自分や家族を危険に晒され、これ以上犠牲者を増やさない為、家族全員で行く予定だったエジプト旅行を一人断り、その間にファクトの殲滅を遂行する。
礼儀正しく正義感が強いが、比較的おとなしい性格。自我の強いあきらとかなめにしばしば翻弄されるが、いざという時の芯の強さと優れた判断力で仲間たちを驚かせることもある。
出会いと別れ、幾多の激戦を繰り返しながら、多くの仲間を得つつ能力者としての実力を付けていった。
サイキとしての覚醒は遅かったが、祖母から受け継いだ素質と才能は抜群であり、最終的には世界有数の強力な能力者に成長する。
最終決戦後、あきらが残していた最後の力でテレポートし、崩れ落ちるファクト本拠地から脱出。結果として見事ファクトを壊滅させ、信長とともに最後まで生き延びた。
ゲームの7年後を描いた小説「真実の世界2nd 遼とルディ」に於いて、かつての蕪木晋矢と同じ「F資本対策班」に所属していることが明かされた。
金本あきら
声：永島由子
不良グループのリーダー。能力は空間跳躍。17歳 9月13日生まれ おとめ座のA型。武器はバット。渋谷東口の廃墟にグループのアジトを構えている。
ファクトに立ち向かう「3人のサイキ」の一人。大阪弁を喋る。大阪出身と言うこと以外、詳しい身の上はわかっていない。まりかと違い学校に通ってる描写も全くない。3人の中では一番露出の激しい格好をしているが、見た目とは裏腹に貞操観念は堅く純情。
グループの一人のつよしが、ファクトの作戦による洗脳CDに侵されたことを切っ掛けに、ファクトと敵対する事となる。
洗脳CDの存在を知るや否や、レコード店内で売り物のCDをバットで破壊するなど気性がとても激しく、かなめともしばしば衝突しまりかを困らせることもある。
ファクトの刺客である時計男にグループの仲間を一人残らず殺されてしまい、ファクトへの憎悪を燃やすことになる。
時計男に敗北し、テレポートで逃げた先はまりかとオルガが対峙してる最中であり、共闘した事からまりかと行動を共にする。
まりかのことを出会った当初は「円盤頭」と呼んで小馬鹿にしていたが、まりかの実力を認めすぐに名前で呼ぶようになった。
まりかと同様、激戦と出会い別れを繰り返し、人間としても成長。徐々にかなめとも打ち解ける様になっていった。
途中信長に惚れられるようになる。最初は突っぱねていたが、最後はまんざらでもない様子だった。
3人の中では彼女にしか使えない「瞬間跳躍」は、一度行った場所とイメージ出来る場所には一瞬で移動が可能な非常に便利なものであり、多くのピンチを救うことになる。
最終決戦後、まりかと信長を逃がすため最後の力を振り絞りテレポートさせ、崩れ落ちるファクト本拠地内でかなめと共に残った刺客達と戦う。
続編小説「真実の世界2nd 遼とルディ」では、あきらに憧れて服装や髪色を真似する超能力者の少女、柳（やなぎ）かれんが登場する。あきらと同じくバットを武器にしているが、超能力タイプは異なっている。
東堂かなめ
声：渡辺久美子
東堂家の令嬢。能力は接触テレパス。17歳 11月3日生まれ さそり座のAB型。武器はグローブ。一の橋の豪邸に住んでいる。
ファクトに立ち向かう「3人のサイキ」の一人。立ち居振る舞いは上品で育ちの良さをうかがわせる。
接触テレパスでの読心術と予知能力が使える。僅かであるがマリカと同じ念動力も使用できる。
人の心が読めるためか人間の汚い部分も多く見てきており、何事に対しても冷めた性格をしている。
父子家庭で育つが、金や財産に執着する父親を侮蔑しており、大きな軋轢がある様子。
ファクトのトゥルーリーガー作戦に巻き込まれた事によりまりか達と出会い、共闘した事から行動を共にする。
まりかの事は評価しているが、育ちも性格も正反対のあきらとは度々衝突しまりかを困惑させる。物語が進むに連れ、あきらとは徐々に打ち解けていった。
完命流という柔術を極めており、肉弾戦も得意。予知能力と読心術でファクトの情報を探り、まりか達の行動指針を大きく補助した。
信長とは同級生であり顔見知り。信長はかなめに惚れていたらしいが、当の本人は恋愛どころではないらしく、微塵も気に留めていなかった。
最終決戦後、崩れ落ちるファクト本拠地内で、天井から落ちた瓦礫の下敷きになり瀕死の重傷を負うが、まりかと信長を逃がすため、あきらと共に残ったファクトの刺客達と戦う。
続編小説の主人公である島守遼は、かなめの甥に当たる。遼は忘れているが幼少時に一度だけ会ったことがある。
続編小説には同じ道場に通っていた完命流の弟弟子、高川典之も登場する。
八巻信長（やまきのぶなが）
声：阪口大助
超能力者と称してTV出演をしている男子高校生。サイキの仲間を探しているまりか達が目をつけて接触を試みるが、
TVはトリックを使った演出であり、実際には非能力者であった。
超能力者を自称するが故、ファクトに目を付けらる事になり、マーダーチーム・カオスに自宅を破壊され家族を殺害される。
悲しみに打ちひしがれ、こうなったのはまりか達のせいだと言い、警官から盗んだ銃を向けるが、まりか達に説得され行動を共にする。
序盤は臆病で責任感の薄い言動が多く見られるが、物語が進むに連れて人間としても大きく成長する。
能力は持っていないが、得意のコンピュータ操作とネットでの情報収集でまりか達をサポートする。後半は自ら開発した兵器で戦闘もサポートする。
同級生であるかなめに惚れていたようだが、途中からはあきらに惚れるようになる。
最終決戦後、あきらが残していた最後の力でテレポートし、崩れ落ちるファクト本拠地から脱出。まりかと共に最後まで生き延びた。その後は日本を離れた模様。

### まりか達の周囲の人々
神崎博人
声：風間信彦
まりかの父。旅行会社に務めるサラリーマン。
良きマイホームパパ。仕事を通じて家族をエジプト旅行に誘う。
家族の女性陣には発言などで押され気味ではあるが、まりか一行の事でかなめの父親と口論になった時は、毅然とした態度で反論し主張を続けた。
神崎永美
声：新山志保
まりかの母。家族への愛に満ちた理想的な母親。
まりかの様子がおかしい事をとても心配しているが、まりかは家族を心配させまいと、ファクトの存在や自分の能力のことをひたすら隠し続けた。
エジプト旅行から帰還し、ファクトの存在やまりかが親友達と戦いを続けてる事を知ってしまうが、それでも娘を信じ電話口ではあるがまりかを励まし応援した。
母親は強力な超能力者だが彼女は非能力者であり、その素質は娘のまりかへ受け継がれることとなった。
続編小説では、ファクト事件解決後に長男（まりかとはるみの弟）である神崎学をもうけたことが語られる。
神崎はるみ
声：山崎和佳奈
まりかの妹。幼さの残る無邪気な小学生。エジプト旅行をとても楽しみにしており、後に家族とともに日本を発つ。
超能力の素質を受け継いでいるかは不明だが、その片鱗を見せることも一切無く、能力に目覚める事は無かった。
続編小説では高校生に成長した姿で登場し、ヒロインの片割れをつとめる。
拝島恵子
声：金丸日向子
まりかの友人。お茶目でミーハーであり、天然の入った性格。まりかとは非常に仲が良い。
途中芸能事務所のオーディションに参加すると言いとても張り切るが、それはファクトの刺客であるラブフレストが用意した罠であり、残酷な運命に巻き込まれてしまう。
蕉木晋矢
声：岸野幸正
内閣特務調査室次長代行。ファクト関係の事件の捜査を行なっている。警察より上の権限を持っており、独断での自由な行動が許されている。
事件現場に現れるまりか達と度々会うことになる。最初はまりか達を不審に思っていたが、最終的に良き理解者となり、お互いに協力するようになる。
マスター
声：曽我部和恭
渋谷東口にあるフルメタルカフェのマスター。あきら達不良グループの良き理解者であり、寝床を与えてくれるなどまりか達をサポートしてくれる。
大岩剛（つよし）
声：神谷浩史
あきらの仲間。トゥルーマンが作曲したCDを聴き洗脳される。
あきらにウォークマンを取り上げられ、あきらに掴み掛かるが手刀を喰らい気絶する。
続編小説に登場する柳かれんとは親戚であり、彼女の口からつよしがその後どうなったかが語られる。
ケン
あきらのグループの一員。アジト内でPCを使い情報収集をしている。ファクトの構成員が落としたIDカードを解析した。
時計男にグループを壊滅させられた際に殺害される。
東堂守孝
声：中江真司
かなめの父親。アメリカにも支社を持つコンピューターソフト会社の社長であり大富豪。
娘の命より金や財産を重視している様子が描かれており、かなめとの関係は非常に悪い。
林
声：佐藤正治
東堂家の執事。かなめが心を許している数少ない人物。
情報収集力に長けており、戦闘以外の部分でかなめをサポートする。
茨博士
声：小林清志
元Factの科学者。まりか達の為に強力な武器・防具を開発してくれる。ただし金銭は貰う主義。
優秀な科学者だがすけべな側面もあり、かなめにセクハラまがいの行為をしようとして打撃を喰らってしまう。
まりかの祖母と友人関係であり「セッちゃん」という愛称で呼ぶ。若い頃は惚れていた様子である。
岬久美子
声：萩森侚子
茨博士の部下。まりか達をずっと探していたようで、茨博士に引き合わせる事になる。
彼女もまた、ファクトに家族を殺された被害者である。
本田セツ
まりかの母方の祖母。故人。強力な念動力を使う超能力者であり、まりかは彼女の素質を色濃く受け継いでいることが解る。旧姓は「三条」。
彼女の両親が第二次世界大戦前のイギリスの諜報活動の巻き添えにあって殺されたことが契機となって日本政府に雇われ、諜報員として活動していた模様。
非常時に備え、娘の永美に念動力の使い方を丁寧に説いた手紙を残しており、それは孫のまりかへと渡る事になった。
生前はとても美人だったらしく、茨博士の話では頸一郎と争奪戦を繰り広げた模様。
本田頸一郎
声：佐藤正治
マリカの母方の祖父。千葉県銚子市に住む。まりか達がセツの事を調査しに来たことを知りつつ、まりか一行を暖かく迎えた。
金本丈
声：田中一成
あきらの父。まりかとかなめの親とは違い、空間跳躍を使う能力者。
一升瓶を片手に持っており、常に酔っ払っている模様。
ナレーター
声：中江真司
3人のサイキを「あなたを非日常へと導く媒体」と紹介する。

### Faction of True
別名「真実の徒」と呼ばれるテロ組織。ゲーム全般を通して、「ファクト」「F資本」という省略形で呼ばれている。鹿妻新島に本拠地を構える。誘拐や爆破、町中での大量殺戮、大規模なプロパガンダ活動など、過激な手法を多用する。ゲームが進むに連れて手段は徐々にエスカレートしていく。工作員は改造手術を受けた人間や研究により作られた怪物、超能力者や傭兵などで占められる。リストラ等で社会から爪弾きにされ、鬱屈した生活を送る人々を積極的に勧誘し、洗脳や改造手術を行い工作員として仕立てあげる。様々な人種で形成される多国籍組織でもある。構成員の多くが日本人を「黄色い豚ども」という蔑称で呼ぶ。また工作員の多くが体に自爆装置を設置されており、任務に失敗したり戦闘に敗れ用済みになった構成員は、緑色に液状化し泡を吹いて消滅する。
真実の人（トゥルーマン）
声：堀秀行
ファクトの首魁であり、全作戦の指揮者。見た目は普通の中年男性である。
ファクトの遂行する数々の奇抜な作戦は、すべて彼の立案による。
まりかの暗殺の際「第一次」と失敗前提の作戦名をつけたり（作戦の命名センスも非常にシュール）、トゥルーリーガー作戦では指令室でサッカーのユニフォームを着る（しかもフランソワーズに監督はユニフォームを着ないと指摘されても、自分は「サポーター」だと切り返した）、海岸での作戦ではオルガとフランソワーズに水着の着用を強制するなど、どこか間の抜けた行動・発言も多く見られ、性格は非常に癖が強い。
感情の起伏が激しく、役に立たなくなった部下を容赦なく殺すなどの冷血漢だが、オルガにだけは底知れぬ愛情を覗かせる。
後にその正体がリストラをされたサラリーマンで、狂乱し刃傷沙汰で警察に逮捕された後に浮浪者になるなど、鬱屈した人生を送る日本人「真崎実（しんざきみのる）」である事が判明する。
ファクトのリーダーにまで上り詰めた経緯は明らかにされていないが、力を手に入れた彼は現代社会に対する積もった恨みを、テロ行為により発散させることになる。
まりか達を敵に回してからは作戦はことごとく失敗しており、最終的にすべてを失った彼は自分自身に大掛かりな改造手術を施し、究極日本人（アルティメット・J）としてまりか達の最強の敵として立ちはだかる。
エンディングで彼にとどめを刺すか見逃すかを選択する事が可能で、それによりエンディングが多少変化する。しかしどちらを選んでも、彼の辿る運命が変わる事は無い。
続編小説では彼が起こした一連の事件の影響が随所で語られる。過去を描いた番外編に複数回登場している。
フランソワーズ
声：鶴ひろみ
真実の人の秘書。静かで冷淡な口調が特徴的な美女。真実の人と共に頻繁に登場する。
真実の人の突拍子もない行動や奇怪な発言に対しても冷静にツッコミを入れる、あるいは軽く受け流し、作戦内容に無断で修正を加えるなど、真実の人への忠誠は薄い模様。
そんな彼女もプレイヤーから見ればどこかズレた言動をする。
しかし最終決戦の際に本拠地にソドムの柱を仕掛けており、真実の人が敗れた後にも刺客を使い、玉砕覚悟でまりか達に戦いを挑む。
オルガ
声：天野由梨
ファクトに所属する超能力剣士。まりかに匹敵する力を持っている。ゲームを通してのライバル。「第二次神崎まりか暗殺作戦」の担当者。
卓越した剣技と念動力を使えるらしく、一部まりかと同じ技を使用する。
序盤から終盤までまりか達の前に立ちはだかり、一時は3人をまるごと空間跳躍拳で飛ばしてしまうなど、その巨大な力で圧倒する。
しかし、まりかがオーバーフローで破壊させた増幅バルブをオルガには壊すことは出来なかったらしく、潜在能力はまりかに劣ると思われる。
内戦で孤児になり10歳で賢人同盟に拾われ、操り人形のように生きてきたが、真実の人と出会うことで人間らしさを取り戻す。
ファクトが 壊滅寸前まで追い詰められ、真実の人が徐々に孤立していく中でも、最後まで真実の人を守りまりか達の前に立ちはだかった。
キラーゼロ
声：増谷康紀
ファクトの暗殺者。真実の人の勅命により「第一次神崎まりか暗殺作戦」の担当者となる。
白いスーツとシルクハットに長い髭を蓄えており、暗殺者としてはかなり目立つ外見をしている。
暗殺者として非常に高い能力を持っているとされるが、まりかの念動力に敗れる。
時計男
ファクト所属の改造人間。置き時計をガムテープで何重にも巻いて背中に背負っている、非常にシュールな外見の刺客である。
ファクトの作戦「CDブレイク計画」の担当者であり、錦糸町にある洗脳CD「真実の世界」のプレス工場にて、乗り込んできた金本あきらを一度は撃退させる。
同時に金本あきらの組織（チーム加藤）メンバーを皆殺しにし、金本あきらとファクトの戦いの切っ掛けを作った。
ロナルド
声：若本規夫
ファクト所属の殺人軍団「マーダーチーム・カオス」のリーダーであり傭兵。別名「バルチの死神」。
「第三次神崎まりか暗殺作戦」の担当者。市街地やデパート内で銃を乱射し殺戮を行うなど、手段は極めて過激である。
非能力者であるが、戦地での経験と多種多様な武器を使い、まりか達と互角に戦う。
フランソワーズに惚れており、積極的に口説いている。「人工太陽ホワイト作戦」の際、作戦を成功させれば身の上を話してやると言われ新潟県味方村に赴く。
続編小説のもう一人の主人公、リューティガー真錠はロナルドの元で戦い方を学んでいた。
続編小説にはマーダーチーム・カオスの元メンバーであるカーチス・ガイガーも登場する。
マニトット
声：川津泰彦
不定形の改造人間。スライムのような見た目で、一度見たものは誰にでも変身する事ができる。
まりか一行が宿泊したホテルのオーナーの村上に変形し、まりか達を罠にはめる。
正体を看破されたまりか達に敗れるが、死に際にまりかが影踏みに託されたMOディスクを破壊した。
続編小説にはマニトットと同じ不定形の新生F.O.Tエージェント、ライフェ・カウンテットが登場する。
加藤源一郎
声：林延年
あきらが率いる不良グループの前リーダー。あきらの憧れの存在であり恋人でもあった模様。
あきらがオルガに飛ばされた後、ふらりとあきらの前に現れる。
中華料理店に就職したが、濡れ衣を着せられクビになり、自暴自棄になっていた所をファクトに付け込まれてしまう。
そしてあきらが見たかつての恋人の正体は、女性ホルモンを摂取しないと死んでしまう体の、ファクトの改造人間と成り果てた姿だった。
ラブフレスト
声：掛川裕彦
ファクト所属の改造人間。クリス・バーンガニアという偽の身分を使い芸能事務所を構え、オーディションを騙って女性を誘い出しては殺害している。
加藤源一郎と同様の改造手術を受けており、定期的に女性ホルモンを摂取しなければ、体が二日と持たない。
様々な少女のお気に入りのパーツだけを組み合わせた、継ぎ接ぎだらけのグロテスクな外見と拝島恵子・蕪木普矢を巻き込んだ一連のイベントは、このゲーム最大のショッキングなシーンの一つである。
装甲姉妹・燐
声：嶋方淳子
ファクト所属の改造人間。「トライアングル誘拐作戦」の担当者。巨大な装甲を纏い2つのドリル・レールガン・バーナーを装備した見た目も物々しい少女。
ドリルで地中を掘って進むことが出来、地面から突然現れまりか達に立ちはだかることも。装甲は取り外しが出来ないらしい。
装甲姉妹・蘭
声：大塚瑞恵
ファクト所属の改造人間。「企業家セミナー入れ食い作戦」の担当者。
巨大な装甲を纏い巨大な翼を生やした少女。飛行能力がある。姉に比べ感情的な部分が目立ち、作戦を失敗させることもある。
しかし姉妹の絆は強く、後半は姉と共闘しまりか達を苦戦させた。
ハーミオン
声：根谷美智子
ファクトの工作員の少女。「評論家洗脳作戦」の担当者で、「日本人に恨みを持つもの」とされる。
パワードスーツを装着し、サーベルやソーサーなどで武装をしている。
普段は冷静沈着な少女だが、頭上のバイザーを装着することにより性格が凶暴になる。改造手術を受けていると思われる。
祖父はイギリスの諜報部員であり、日本の諜報員であったまりかの祖母に殺されていた事が判明（ただしまりかの祖母が諜報員になった動機はハーミオンの祖父に両親を殺されたことによる復讐のためである）、家は没落し貧困にあえぐ生活を強いられ、神崎家を恨み続けて生きていた。
ゲームディスクの音楽トラックに、洗脳CD「真実の世界Vol2」でまりか達に音波攻撃を行っている物があるが、実際のゲーム中では使用されていない。
ガリーナ
声：大本眞基子
ファクトの工作員の少女。「ゾンビ家畜作戦」の担当者で、「日本人に恨みを持つもの」とされる。
動物を簡単に殺す人間たちに愛想を尽かせており、笛を吹いて死んだ犬をよみがえらせ自在に操ることが出来る。鞭を使った攻撃も行う。
一度はまりか達を撃退したが、音波を操る能力を使ったまりかに笛を効果を封じられ敗れた。
ロネット
声：鉄炮塚葉子
ファクトの工作員の少女。「ブレイクプラスの日作戦」の担当者で、「日本人に恨みを持つもの」とされる。
斧を使い、腕に装着した粒子砲を使った攻撃を行う。
スピーカー付のライトバンで洗脳CD「真実の世界Vol3」を街中で流し、市民を狂わせ多くの暴動を起こさせる。
ドグラ、マグラという怪人を部下に引き連れているが、彼らの失態によりアジトの場所が判明してしまう。
見た目も子供だが精神も幼く、悪いことをやっているという意識が薄い。その軽薄な意識に激怒したまりか達に敗れる。
続編小説に於いても洗脳CD「真実の世界」は生産されており、登場人物たちが精神破壊や麻薬の代用品として扱う描写が存在する。
ムハマド
声：曽我部和恭
「三代目の真実の人」として、真崎実の後継人として派遣されたファクト幹部。
「装甲アサシン」の首領であり、巨大戦術重爆撃機コンドルの指揮を務める。
非常に高い戦闘力を誇るが、激戦を潜り抜けたまりか達には敵わなかった。
究極日本人（アルティメット・J）声：堀秀行
真実の人が自分自身に改造手術を施し、変身した姿。体が大幅に巨大化し、皮膚は緑色で巨大な翼と角を持つ。
非常に恐ろしい顔つきになっており、真実の人の面影は微塵もない。
日本刀を模した巨大な剣と、日の丸を模した遠隔装置を武器に、まりか達の最強の敵として立ちはだかる。
三代目真実の人
声：野島健児
最終決戦後、真実の人を見逃しているとエンディングで登場する空間跳躍の超能力者。
すべての始まりの場所である茨製薬代々木工場跡に逃げ込み、拳銃を片手に自害しようとする真崎実の前に登場。
自分は賢人同盟に選ばれた「三代目真実の人」だと自称し、奪った銃で真崎実を殺害。
「戦いは終わらない、それが真実だ」と言い残したところで物語は終焉を迎える。
続編小説に於いて、新生F.O.Tの「真実の人」として登場する。
本名はアルフリート真錠。続編小説のもう一人の主人公で空間跳躍の超能力者であるリューティガー真錠の兄。
初代真実の人
名前のみ登場。真崎実にその権限を託し表舞台から姿を消す。これにより真崎実は「2代目真実の人」であることが解る。
続編小説に於いて、浮浪者時代の真崎実を見つけ出し、2代目真実の人に任命した経緯が描かれた。

### Faction of True（下級工作員）
影踏み
ファクトの工作員。本部から追われる裏切り者。
逃亡の際に増幅バルブとMOディスクを盗み出しており、偶然居合わせたまりかに託し、まりかを逃すために自爆する。
まりかが増幅バルブに触れたことが、超能力を目覚めさせる切っ掛けとなった。
ベック
影踏みのペットの犬。一瞬映る絵では脳が剥き出しになっている。ガリーナが生み出したリバイバードッグの一匹を影踏みが連れだした。
食料にするつもりで、まりかから牛肉を盗み出した事により、まりかと影踏みが遭遇する切っ掛けを作った。影踏みを守ろうとして日の丸に飛び掛かるが、拳銃で撃たれて死亡する。
日の丸
ファクトの工作員。影踏みを追って来た廃工場でまりかと遭遇する。超能力に目覚めたまりかに倒される。
速駆け
ファクトの工作員。影踏みを追って来た廃工場でまりかと遭遇する。超能力に目覚めたまりかに倒される。
ソロモン
ファクトの改造人間。日の丸、早駆けと同行している。狼の顔と人間の体を持ち、機関銃を装備した食人鬼。
理性が働く方ではなく、食料である人間を目の前にすると命令を無視してしまう。
ゲーム冒頭で人間を食べる描写があり、このゲームの象徴的なシーンの一つとなっている。超能力に目覚めたまりかに倒される。
続編小説にもソロモン型の獣人が登場する。

## スタッフ
- 脚本・監督：遠藤正二朗
- キャラクターデザイン：木下崇
- 音楽：宮内信子
- 作画監督：清水博明